# اولد ایستابوگا (آلاباما)
اولد ایستابوگا (به انگلیسی: Old Eastaboga) یک منطقهٔ مسکونی در ایالات متحده آمریکا است که در آلاباما واقع شده‌است. اولد ایستابوگا ۱۷۰٫۹۹ متر بالاتر از سطح دریا واقع شده‌است.